# Resolução 314 do Conselho de Segurança das Nações Unidas
A Resolução 314 do Conselho de Segurança das Nações Unidas, adotada em 28 de fevereiro de 1972, preocupada com o descumprimento da resolução 253 por certos estados, o Conselho decidiu que as sanções contra a Rodésia do Sul estabelecidas em 253 permaneceriam em vigor. Também exortou todos os estados a implementarem plenamente a resolução 253 e declarou que qualquer legislação aprovada ou ato adotado por qualquer estado com o objetivo de permitir a importação de qualquer mercadoria da Rodésia do Sul no escopo 253 (minério de cromo foi especificamente mencionado) prejudicaria as sanções e ser contrário às obrigações do Estado nos termos da Carta das Nações Unidas.
O Conselho chamou a atenção de todos os Estados para a necessidade de aumentar a vigilância na implementação das disposições e solicitou que o Comitê estabelecido em 253 se reunisse e apresentasse um relatório, o mais tardar em 15 de abril, recomendando formas e meios pelos quais a implementação das sanções seria assegurada e solicitou ao Secretário-Geral que fornecesse toda a assistência apropriada ao Comitê.
A resolução foi aprovada por 13 votos a favor, com duas abstenções do Reino Unido e dos Estados Unidos.